# Armadillidium valonae
Armadillidium valonae là một loài chân đều trong họ Armadillidiidae. Loài này được Arcangeli miêu tả khoa học năm 1952.